# بمب بالونی فو-گو
بمب بالونی فو-گو (انگلیسی: Fu-Go balloon bomb)، بالون آتش سلاحی بود که توسط ژاپن در جریان جنگ جهانی دوم به فضا پرتاب شد. یک بالون هیدروژنی با بار متغیر از یک بمب ضد نفر ۳۳ پوندی (۱۵ کیلوگرمی) تا یک بمب آتش‌زا ۲۶ پوندی (۱۲ کیلوگرمی) (تسلیحات آتش‌زا) و چهار ۱۱ پوندی (۵٫۰ کیلوگرم) دستگاه‌های محترقه متصل شده، این سلاح به عنوان سلاحی ارزان جهت استفاده از جریان جتی بر فراز اقیانوس آرام و پرتاب بمب بر روی شهرهای آمریکا، جنگل‌ها و زمین‌های کشاورزی طراحی شده‌است.